# Rupertia physodes
Rupertia physodes là một loài thực vật có hoa trong họ Đậu có tên thông dụng là California tea và forest scurfpea. Nó là loài bản địa của tây Bắc Mỹ.